# 茹棻
茹棻（1755年—1821年），字幼葵，號古香，浙江省紹興府會稽縣（今屬紹興市）人，清朝狀元、政治人物。
乾隆四十九年（1784年）甲辰科一甲第一名進士（狀元）。授翰林院修撰。歷任山西、湖北學政。升內閣學士，工部侍郎、左都御史等職，官至兵部尚書。